# كونكوري
كونكوري هي بلدة ومحافظة فرعية في محافظة مامو في إقليم مامو في غينيا.